# Rue Široká
La rue Široká  est une voie de Prague. C'est une rue de la Vieille Ville de Prague faisant partie du district de Josefov. Elle abrite la deuxième plus ancienne synagogue de Prague, la synagogue Pinkas.

## Historique et nom
Au Moyen Âge, la rue faisait partie du parcours allant jusqu'au gué du pont Mánes, aujourd'hui construit. Une ville juive a été fondée ici, Josefov, au XVIIIe siècle et la rue Široká en était la principale artère.
Noms utilisés au fil du temps :
- le nom de rue original était "rue Juive"
- à partir du XVe siècle - "rue Pinkasova" du nom du riche rabbin qui a construit la synagogue de Pinkas en 1535
- XVIIe et XVIIIe siècles - la partie centrale porte le nom "rue principale", "rue Large" ou "rue Longue" et la partie orientale s'appelle "rue Noire"
- depuis 1870 - toute la rue porte le nom de "Josefovská"
- depuis 1958 - rue "Siroka".

## Bâtiments remarquables et lieux de mémoire
- Musée des Arts décoratifs de Prague - aux 1 et 17[3]
- Synagogue Pinkas - au numéro 3[4]
- Appartement aux numéros 5-7 [5]
- Maison A Saint-Georges (1906, de style néo-gothique) - au numéro 11 et angle rue Pařížská
- Maison des Deux Malorusek - aux numéros 13 et 16 rue Pařížská[6]

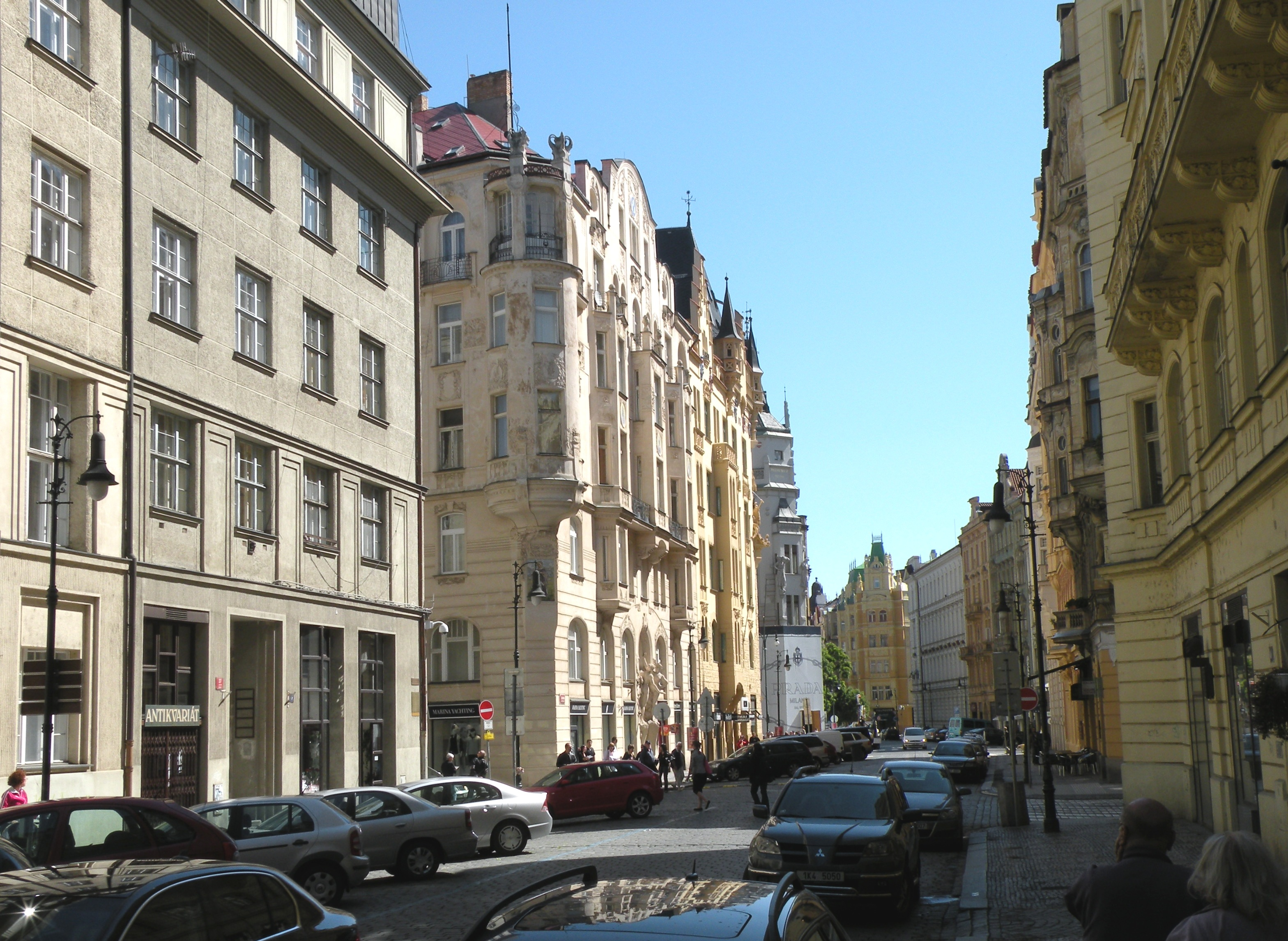
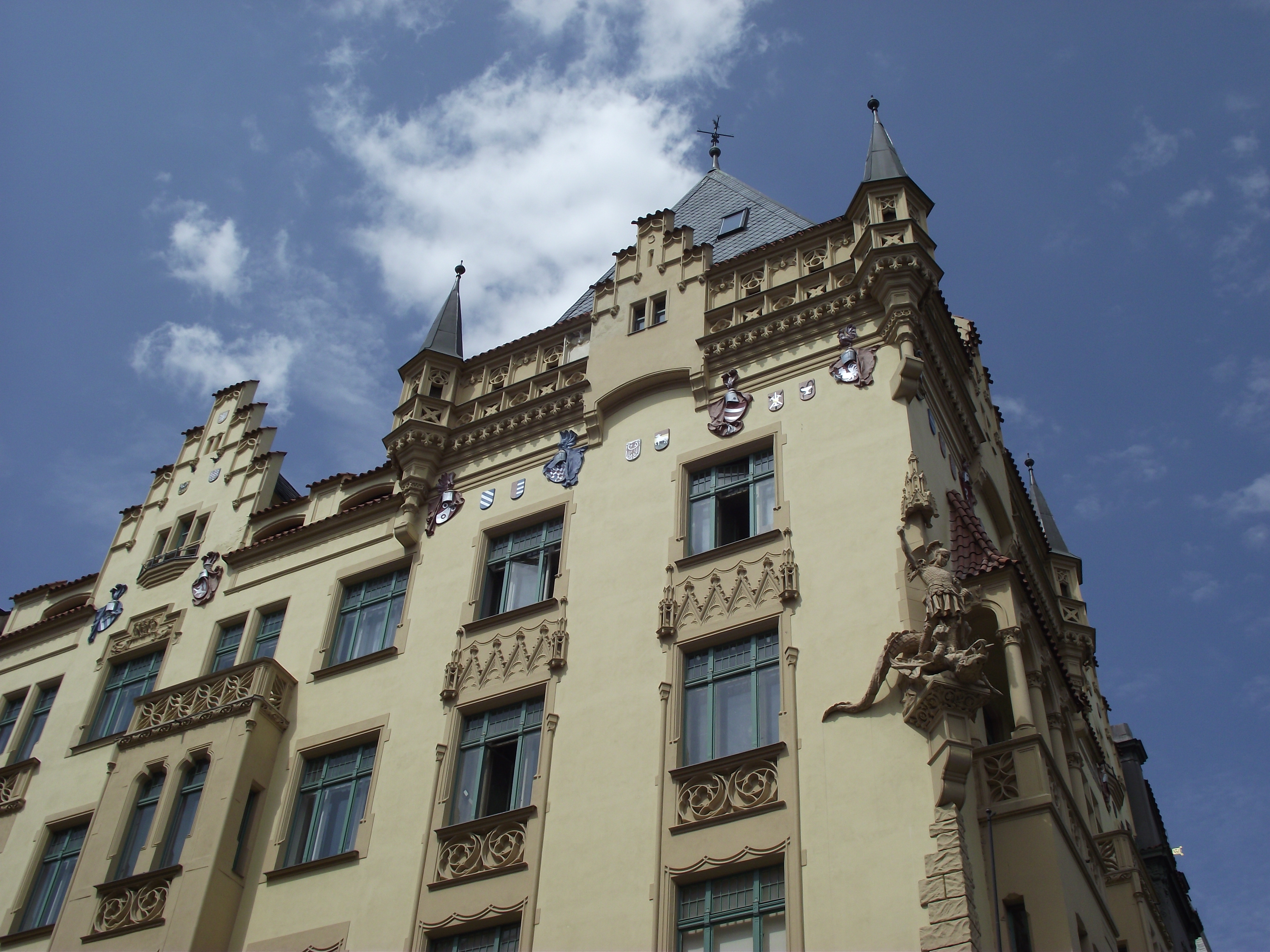
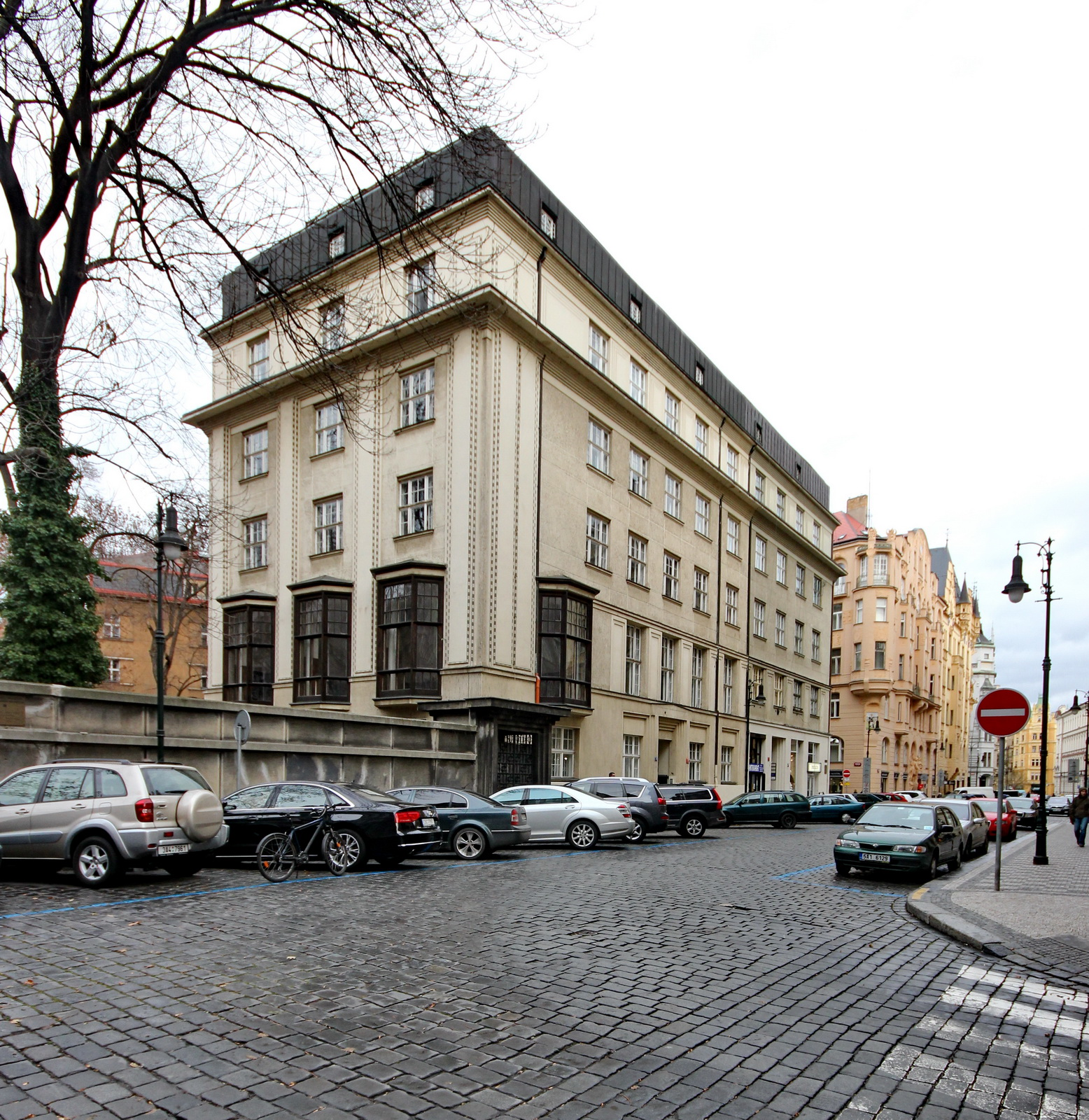
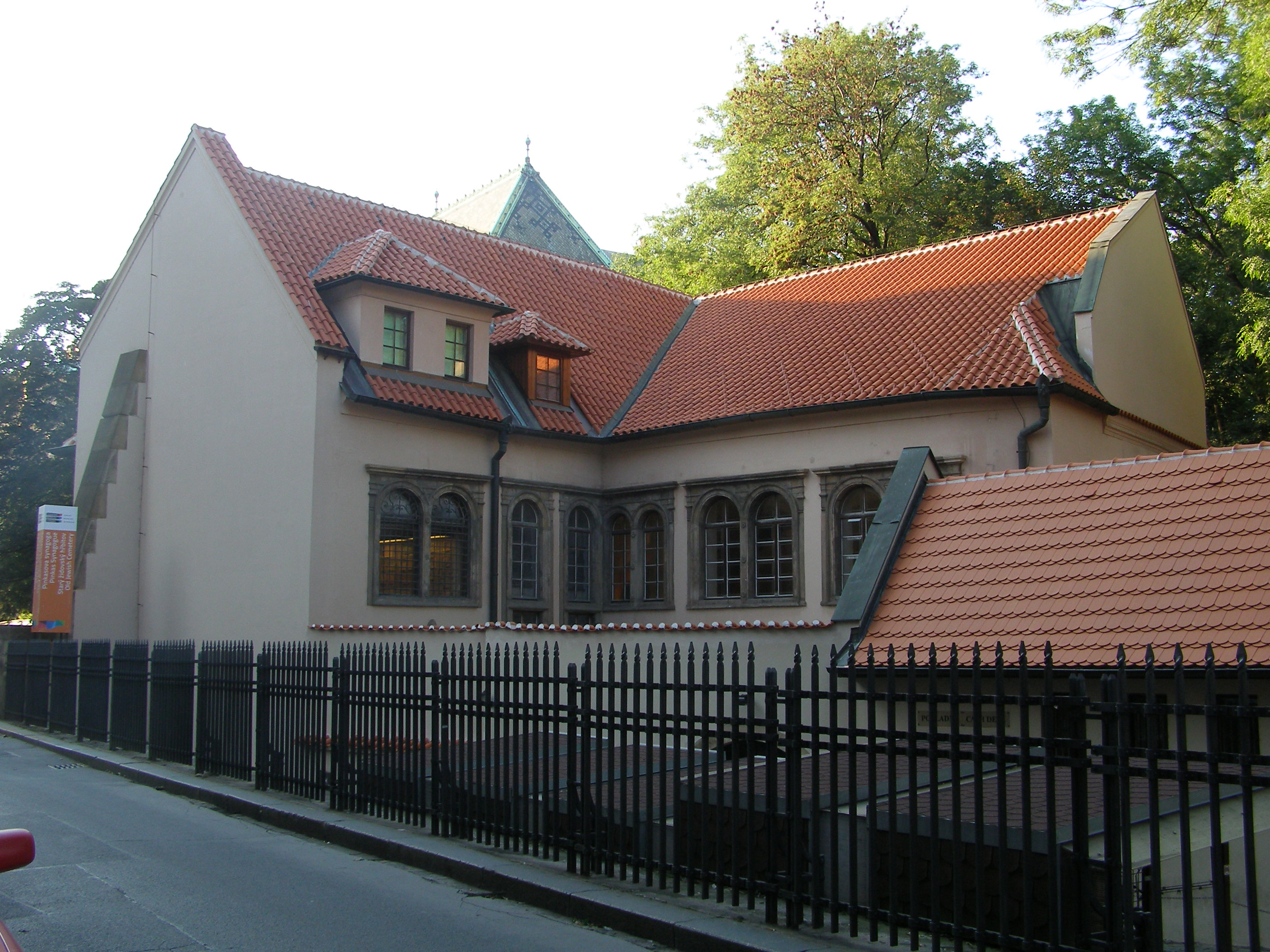